# صحيح ابن السكن
صحيح ابن السكن هو أحد كتب الحديث النبوي عند أهل السنة والجماعة، جمعه أبو علي سعيد بن عثمان بن سعيد بن السكن، المتوفى عام 353 هـ.
وقد عدّ العلماء صحيح ابن السكن من أحد كتب الصِّحاح، التي اشترط مؤلفوها جمع الأحاديث الصحيحة مجردةً عن غيرها، كـ صحيح البخاري وصحيح مسلم وصحيح ابن خزيمة وصحيح ابن حبان وغيرها.

## منهجه في الكتاب
قال ابن السكن في مقدّمة الكتاب: "أما بعد، فإنك سألتني أن أجمع لك ما صحَّ عندي من السنن المأثورة التي نقلها الأئمة من أهل البلدان، الذين لا يطعن عليهم طاعن فيما نقلوه. فتدبَّرت ما سألتني عنه فوجدت جماعةً من الأئمة قد تكلفوا ما سألتني من ذلك، وقد وعيت جميع ما ذكروه، وحفظت عنهم أكثر ما نقلوه، واقتديت بهم في ذلك، وأجبتك إلى ما سألتني من ذلك. وجعلته أبواباً في جميع ما يحتاج إليه من أحكام المسلمين. فأول من نصب نفسه لطلب صحيح الآثار: البخاري، وتابعه مسلم وأبو داود والنسائي، وقد تصفَّحت ما ذكروه، وتدبَّرت ما نقلوه؛ فوجدتهم مجتهدين فيما طلبوه. فما ذكرته في كتابي هذا مجملاً فهو مما أجمعوا على صحته. وماذكرته بعد ذلك مما يختاره أحد من الأئمة الذين سميتهم فقد بيَّنت حجَّته في قبول ما ذكره، ونسبته إلى اختياره دون غيره. وماذكرته مما يتفرَّد به أحد من أهل النقل للحديث فقد بيَّنت علَّته ودللت على انفراده دون غيره، وبالله التوفيق "